# شوقي أبي شقرا
شوقي مجيد أبي شقرا (1935 - 2024) شاعر لبناني من مواليد بيروت، حاز العديد من الجوائز، وكتب عن شعره العديد من النقاد، كما خضعت أعماله للدراسة الأكاديمية من قبل أكثر من طالب ماجستير ودكتوراه في لبنان، إذ يعدّ من رواد كتابة الشعر السريالي في لبنان.

## بدايات
ولد أبي شقرا في بيروت، لكنه عاش طفولته في رشميا ومزرعة الشوف بسبب عمل الوالد في سلك الدرك الذي فقده في سن العاشرة بسبب حادث سيارة. 
درس في دير مار يوحنا في رشميا، ثم في معهد الحكمة في بيروت، وتخرج فيه عام 1952. تزوج من حلوة باسيم، وأنجبا: مونيك، وماجد، وناجي.
كتب محاولات أولى بالفرنسية، ثم قصائد عمودية. أما بدايته الحقيقية، فكانت في إنجازه قصائد تفعيلة مختلفة عن تلك التي دشّنها الرواد العراقيون، قبل أن ينتقل إلى قصيدة النثر في ديوانه الثالث «ماء إلى حصان العائلة».

أسس «حلقة الثريا» مع ثلاثة آخرين هم: جورج غانم، وإدمون رزق، وميشال نعمة.

## مجلة شعر
يعدّ أبي شقرا أحد أبرز أركان مجلة شعر التي جمعت أدونيس، ومحمد الماغوط، ويوسف الخال، وأنسي الحاج، وقد عمل فيها سكرتيراً للتحرير. وحاز ديوانه: «حيرتي جالسة تفاحة على الطاولة»، جائزة مجلة شعر في العام 1962.
وكما فعل أقرانه من مؤسّسي مجلة شعر، ترجم أبي شقرا نصوصاً لشعراء مثل: رامبو، ولوتريامون، وأبولينير، وريفيردي، لكنّ هذه الممارسة ظلّت هامشية وبعيدة من شعره. 

كانت الترجمة جزءًا أساسيًّا من مشروع المجلّة، وكان طبيعيًّا أن تتسرّب الحداثة (خصوصاً طبعتها الفرنسية) إلى نصوص شعراء المجلة، وبياناتهم عن الشعر العربي الحديث... لكنّ تجربة أبي شقرا بدت منذ البداية مكتفية بمناخاتها المحلية.

## أول صفحة ثقافية يومية
أسس أبي شقرا أول صفحة ثقافية يومية في الصحافة اللبنانية، إذ عمل صحافيًا منذ العام 1960، واستلم في العام 1964 مسؤولية الصفحة الثقافية في جريدة النهار البيروتية، الذي استمر فيها نحو 35 عاما.
بعد مغادرته جريدة النهار في العام 1999، كتب زاوية في جريدة "الغاوون" منذ العام 2008.

## مؤلفاته
أصدر أبي شقرا مجموعات شعرية عديدة، منها: 
1. أكياس الفقراء - 1959
2. خطوات الملك - 1960
3. ماء إلى حصان العائلة - 1962
4. سنجاب يقع من البرج - 1971
5. يتبع الساحر ويكسر السنابل ركضًا - 1979
6. حيرتي جالسة تفاحة على الطاولة - 1983
7. لا تأخذ تاج فتى الهيكل - 1992
8. صلاة الاشتياق على سرير الوحدة - 1995
9. ثياب سهرة الواحة والعشبة - 1998
10. سائق الأمس ينزل من العربة - 2000
11. نوتي مزدهر القوام - 2003
12. تتساقط الثمار والطيور وليس الورقة - 2005
13. ابجدية الكلمة والصورة، 2005
14. شوقي أبي شقرا يتذكر - 2017
15. عندنا الآهة والأغنية وجارنا المطرب الصدى- 2021
16. أنت والأنملة تداعبان خصورهنّ - 2023

## وصلات خارجية
- شوقي أبي شقرا على موقع أرشيف الشارخ.
- مؤسسة جائزة عبد العزيز سعود البابطين للابداع الشعري (معجم البابطين)
- جريدة الأخبار اللبنانية - حسين بن حمزة
- موقع أدب فن - حوار مع الشاعر
- مجلة نزوى العُمانية - ملف عن الشاعر
- الحركة الثقافية انطلياس - تكريم الشاعر شوقي أبي شقرا